# Mareuil-sur-Lay-Dissais
Mareuil-sur-Lay-Dissais is een gemeente in het Franse departement Vendée (regio Pays de la Loire) en telt 2580 inwoners (2004). De plaats maakt deel uit van het arrondissement La Roche-sur-Yon.

## Geografie
De oppervlakte van Mareuil-sur-Lay-Dissais bedraagt 25,7 km², de bevolkingsdichtheid is 100,4 inwoners per km².
De onderstaande kaart toont de ligging van Mareuil-sur-Lay-Dissais met de belangrijkste infrastructuur en aangrenzende gemeenten.

## Demografie
Onderstaande figuur toont het verloop van het inwonertal (bron: INSEE-tellingen).

1. ↑  Populations de référence 2022.